# Regeringen Ullsten
Regeringen Ullsten var en svensk folkpartistisk minoritetsregering som tillträdde den 18 oktober 1978 och avgick den 12 oktober 1979 efter ordinarie riksdagsval och en ny regeringstillsättning. Det var den första rena folkpartistisk-liberala regeringen i Sverige sedan 1932 och den senaste gången partiet innehade statsministerposten.

## Statsråd
Ingen särskild ställföreträdande statsminister utsågs, varför den opolitiske justitieministern i kraft av sin ålder fungerade som ställföreträdare för statsministern.
* Statsminister eller departementschef
| Titel                                                          | Namn                 | Namn                 | Tillträdde           | Avgick               | Parti                | Ref                  |                      |                      |                      |
| Statsrådsberedningen                                           | Statsrådsberedningen | Statsrådsberedningen | Statsrådsberedningen | Statsrådsberedningen | Statsrådsberedningen | Statsrådsberedningen | Statsrådsberedningen | Statsrådsberedningen | Statsrådsberedningen |
| -------------------------------------------------------------- | -------------------- | -------------------- | -------------------- | -------------------- | -------------------- | -------------------- | -------------------- | -------------------- | -------------------- |
| Statsminister                                                  |                      | Ola Ullsten*         | 18 oktober 1978      | 12 oktober 1979      | Folkpartiet          | [ 1 ]                |                      |                      |                      |
| Energi- och samordningsminister                                |                      | Carl Tham            | 18 oktober 1978      | 12 oktober 1979      | Folkpartiet          |                      |                      |                      |                      |
| Justitiedepartementet                                          |                      |                      |                      |                      |                      |                      |                      |                      |                      |
| Justitieminister                                               |                      | Sven Romanus*        | 8 oktober 1976       | 12 oktober 1979      | Partilös             | [ 2 ]                |                      |                      |                      |
| Utrikesdepartementet                                           |                      |                      |                      |                      |                      |                      |                      |                      |                      |
| Utrikes- och biståndsminister                                  |                      | Hans Blix*           | 18 oktober 1978      | 12 oktober 1979      | Folkpartiet          | [ 3 ]                |                      |                      |                      |
| Försvarsdepartementet                                          |                      |                      |                      |                      |                      |                      |                      |                      |                      |
| Försvarsminister                                               |                      | Lars De Geer*        | 18 oktober 1978      | 12 oktober 1979      | Folkpartiet          | [ 4 ]                |                      |                      |                      |
| Socialdepartementet                                            |                      |                      |                      |                      |                      |                      |                      |                      |                      |
| Socialminister                                                 |                      | Gabriel Romanus*     | 18 oktober 1978      | 12 oktober 1979      | Folkpartiet          |                      |                      |                      |                      |
| Sjukvårdsminister                                              |                      | Hedda Lindahl        | 18 oktober 1978      | 12 oktober 1979      | Folkpartiet          |                      |                      |                      |                      |
| Kommunikationsdepartementet                                    |                      |                      |                      |                      |                      |                      |                      |                      |                      |
| Kommunikationsminister                                         |                      | Anitha Bondestam*    | 18 oktober 1978      | 12 oktober 1979      | Folkpartiet          |                      |                      |                      |                      |
| Ekonomidepartementet                                           |                      |                      |                      |                      |                      |                      |                      |                      |                      |
| Ekonomiminister                                                |                      | Ingemar Mundebo*     | 18 oktober 1978      | 12 oktober 1979      | Folkpartiet          | [ 5 ]                |                      |                      |                      |
| Budgetdepartementet                                            |                      |                      |                      |                      |                      |                      |                      |                      |                      |
| Budgetminister                                                 |                      | Ingemar Mundebo*     | 25 november 1976     | 31 juli 1980         | Folkpartiet          | [ 6 ]                |                      |                      |                      |
| Löneminister                                                   |                      | Marianne Wahlberg    | 18 oktober 1978      | 12 oktober 1979      | Folkpartiet          | [ 6 ]                |                      |                      |                      |
| Utbildningsdepartementet                                       |                      |                      |                      |                      |                      |                      |                      |                      |                      |
| Utbildningsminister                                            |                      | Jan-Erik Wikström*   | 8 oktober 1976       | 8 oktober 1982       | Folkpartiet          |                      |                      |                      |                      |
| Skolminister                                                   |                      | Birgit Rodhe         | 18 oktober 1978      | 12 oktober 1979      | Folkpartiet          |                      |                      |                      |                      |
| Jordbruksdepartementet                                         |                      |                      |                      |                      |                      |                      |                      |                      |                      |
| Jordbruksminister                                              |                      | Eric Enlund*         | 18 oktober 1978      | 12 oktober 1979      | Folkpartiet          |                      |                      |                      |                      |
| Handelsdepartementet                                           |                      |                      |                      |                      |                      |                      |                      |                      |                      |
| Handelsminister                                                |                      | Hadar Cars*          | 18 oktober 1978      | 12 oktober 1979      | Folkpartiet          |                      |                      |                      |                      |
| Arbetsmarknadsdepartementet                                    |                      |                      |                      |                      |                      |                      |                      |                      |                      |
| Arbetsmarknadsminister                                         |                      | Rolf Wirtén*         | 7 mars 1978          | 31 juli 1980         | Folkpartiet          |                      |                      |                      |                      |
| Invandrar- och jämställdhetsminister                           |                      | Eva Winther          | 18 oktober 1978      | 12 oktober 1979      | Folkpartiet          |                      |                      |                      |                      |
| Bostadsdepartementet                                           |                      |                      |                      |                      |                      |                      |                      |                      |                      |
| Bostadsminister                                                |                      | Birgit Friggebo*     | 18 oktober 1978      | 12 oktober 1979      | Folkpartiet          |                      |                      |                      |                      |
| Industridepartementet                                          |                      |                      |                      |                      |                      |                      |                      |                      |                      |
| Industriminister                                               |                      | Erik Huss*           | 18 oktober 1978      | 12 oktober 1979      | Folkpartiet          |                      |                      |                      |                      |
| Kommundepartementet                                            |                      |                      |                      |                      |                      |                      |                      |                      |                      |
| Kommun- och kyrkominister samt minister för nordiskt samarbete |                      | Bertil Hansson*      | 18 oktober 1978      | 12 oktober 1979      | Folkpartiet          |                      |                      |                      |                      |

## Regeringsbildning
Thorbjörn Fälldins första regering föll på kärnkraftsfrågan. Torsdagen den 5 oktober 1978 begärde statsminister Fälldin (c) sitt entledigande. Talmannen, Henry Allard, entledigade honom och övriga statsråd, varefter han kallade partiledarna till samtal.
När Ola Ullsten (fp) kom ut från talmannens rum den 12 oktober läste han upp följande meddelande för de församlade massmedierepresentanterna:
Talmannen har frågat mig om jag är beredd att bilda en ny icke-socialistisk regering: en folkpartiregering, som kan komma att ha inslag av personer utan partipolitisk förankring. Jag har svarat ja på den frågan.
En ny regering måste bli arbetsduglig och handlingskraftig. Eftersom det är fråga om en minoritetsregering måste den skapa bred politisk förankring i riksdagen för sina förslag. Den måste kunna nå bra lösningar i de viktiga frågor som står framför oss: som att bekämpa arbetslöshet, fortsätta att stärka ekonomin och förbättra skattesystemet. En huvuduppgift är att utforma en energipolitik som kan få brett stöd i riksdagen och som innebär en trygg energiförsörjning, med skärpta krav på säkerhet för olika energislag.
Vår bedömning är att den regering som talmannen nu föreslår borde ha goda förutsättningar att samla riksdagen kring en ansvarsfull politik för landets bästa.
Senare på kvällen föreslog talmannen riksdagen "att till ny statsminister utse Ola Ullsten, som avser att bilda en folkpartiregering i vilken kan komma att ingå personer utan partipolitisk förankring" (prot. 1978/79:11). Anförandet innehöll således en väsentlig skillnad mot 1976: talmannen lämnade uppgift om den nya regeringens sammansättning i samband med förslaget. Denna ordning har därefter följts av talmännen.
Riksdagen prövade förslaget fredagen den 13 oktober (prot. 1978/79:13). Före omröstningen avgavs röstförklaringar av företrädare för socialdemokraterna, centerpartiet, moderaterna och vänsterpartiet kommunisterna. Olof Palme (s) och Thorsten Larsson (c) förklarade att respektive partigrupper skulle lägga ned sina röster vid den följande omröstningen, medan Bertil Lidgard (m) och Lars Werner (vpk) meddelade på respektive partigruppers vägnar att man avsåg att rösta nej till talmannens förslag. Av röstförklaringarna framgår vidare i huvudsak följande:
- Socialdemokraterna hade begärt att få bilda regering för att utlysa extra val som första åtgärd, men den borgerliga riksdagsmajoriteten hade sagt nej till detta. De borgerliga hade själva misslyckats med att bilda regering och samtidigt hindrat socialdemokraterna från att ta över ansvaret. I det allvarliga läge som uppkommit ville socialdemokraterna inte förhindra att en provisorisk regering kom till stånd.
- Centerpartiets ståndpunkt var att inte motsätta sig en folkpartiregering men inte heller rösta ja på grund av partiernas olika ståndpunkter i energipolitiken.
- Moderaterna ansåg att en icke-socialistisk regering på bredaste möjliga bas borde bildas. Att folkpartiet hade valt att ensamt bilda regering med indirekt stöd av socialdemokraterna kunde inte uppfattas som annat än ett steg bort från trepartisamverkan. I den mån den nya regeringen fortsatte trepartiregeringens politik kunde den i konkreta sakfrågor räkna med moderaternas stöd.
- Vänsterpartiet kommunisterna hade önskat extra val och skulle därför rösta nej till talmannens förslag. Vpk röstade dessutom regelmässigt nej till alla förslag på borgerliga regeringar.

Omröstningen utföll så att 39 ledamöter (fp) röstade ja, 66 ledamöter (m och vpk) röstade nej, medan 215 ledamöter (s och c) avstod från att rösta. Riksdagen hade således godkänt talmannens förslag - ett avslag skulle ha krävt en majoritet av ledamöterna - och utsett Ola Ullsten till statsminister. Talmannen utfärdade samma dag på riksdagens vägnar förordnande för statsministern.
Ola Ullstens regering var en minoritetsregering som bestod av 19 statsråd, varav vissa saknade partipolitisk förankring (se prot. 1978/79:15). I regeringsförklaringen den 18 oktober uttalade Ola Ullsten att regeringen måste finna stöd hos en majoritet i riksdagen för att kunna förverkliga sina förslag och att regeringen skulle söka bredaste möjliga förankring för sin politik. Vidare pekade han på att det i det rådande parlamentariska läget fanns särskilda risker för att budgetbehandlingen i riksdagen kunde komma att präglas av att partierna förde fram angelägna reformförslag, men som sammantagna var alltför kostnadskrävande. Ola Ullsten underströk att regering och riksdag tillsammans måste se till att den kommande budgetbehandlingen präglades av ansvar för landets ekonomi. Regeringen skulle "sträva efter samförståndslösningar i hela folkets intresse. Regering och riksdag måste ta sitt gemensamma ansvar för landet, genom ett nära och förtroendefullt samarbete."

## Regeringens politik
Det svenska kärnkraftsprogrammet hade fastslagits av riksdagen 1975 och omfattade 13 kärnkraftverk fram till 1985. Riksdagen hade samtidigt bestämt att energipolitiken skulle omprövas inom tre år och att kärnkraftens säkerhet skulle granskas. Regeringen Fälldin hade tillsatt en kommission för att granska säkerheten och regeringen Ullsten tog itu med energipolitiken. Energiminister Tham utarbetade en proposition om riktlinjerna för Sveriges energipolitik fram till 1990. Socialdemokraterna Ingvar Carlsson och Birgitta Dahl fick på nära håll följa arbetet med propositionen. Både socialdemokraterna och moderaterna hade en i grunden positiv syn på kärnkraften och det kunde förmodas att regeringen utan problem skulle få igenom propositionen.
Allting ställdes dock på huvudet efter Harrisburg-olyckan den 28 mars 1979. Socialdemokraternas partiledare Olof Palme hade tidigare kritiserat regeringen Fälldin för att utbyggnaden av kärnkraft fördröjdes i onödan. En kort tid efter olyckan, den 4 april, gjorde Socialdemokraterna en helomvändning och krävde en folkomröstning om kärnkraften. Under våren diskuterade partierna hur folkomröstningen skulle genomföras och vilka frågealternativ väljarna skulle rösta om. Diskussionerna utmynnade i att väljarna fick välja mellan tre alternativ som i olika takt ville avveckla kärnkraften.
Budgetminister Mundebo utarbetade också ett förslag om sänkta marginalskatter och ett marginalskattetak. Regeringen väntade sig att få stöd från centerpartiet och moderaterna. Under våren 1979 gjorde dock centerpartiet klart att finansieringen ansågs vara oklar och sade nej. Regeringen fick därmed inte igenom förslaget.
I december 1978 avslöjades att Sverige i FN stödde självständighetskampen på Östtimor samtidigt som regeringen tillät att svenska vapen såldes till de indonesiska trupper som ockuperade området. Handelsminister Cars förklarade att detta var helt enligt reglerna.
Andra reformer som regeringen lyckades få stöd för:
- Utökad föräldraförsäkring
- Nytt system för statsbidrag till kommunerna
- Ändrad företagsbeskattning
- Ny läroplan för grundskolan, Lgr80
- Lagligt avskaffande av barnaga

## Statssekreterare
- Statsrådsberedningen: Daniel Tarschys
- Justitiedepartementet: Henry Montgomery
- Utrikesdepartementet: Leif Leifland
- Försvarsdepartementet: Gunnar Petri
- Socialdepartementet: Carl-Anders Ifvarsson
- Kommunikationsdepartementet: Lennart Lübeck
- Ekonomidepartementet: Lars Wohlin
- Budgetdepartementet: Sten Westerberg och Rolf Skillner
- Utbildningsdepartementet: Bert Levin och Ulf Lundin
- Jordbruksdepartementet: Per Wramner
- Handelsdepartementet: Margareta Hegardt
- Arbetsmarknadsdepartementet: Ingemar Eliasson
- Bostadsdepartementet: Ola Nyquist
- Industridepartementet: Bengt Westerberg
- Kommundepartementet: Fredrik Sterzel
- Statssekreterare utan departement: Kerstin Anér och Inga Thorsson